# Cuchilla de Buricayupí
Cuchilla de Buricayupí, également connue sous le nom de Sauce de Buricayupí, est une localité uruguayenne du département de Paysandú.

## Situation
La localité se situe dans la zone centre-ouest du département de Paysandú, au niveau du kilomètre 69 de la route 26.

## Population
D'après le recensement de 2011, la localité compte 14 habitants.

## Source
- (es) Cet article est partiellement ou en totalité issu de l’article de Wikipédia en espagnol intitulé « Cuchilla de Buricayupí » (voir la liste des auteurs).